# Cantonul Plélan-le-Petit
Cantonul Plélan-le-Petit este un canton din arondismentul Dinan, departamentul Côtes-d'Armor, regiunea Bretania, Franța.

## Comune
- La Landec
- Languédias
- Plélan-le-Petit (reședință)
- Plorec-sur-Arguenon
- Saint-Maudez
- Saint-Méloir-des-Bois
- Saint-Michel-de-Plélan
- Trébédan
- Vildé-Guingalan